# Stanisław Lem
Stanisław Herman Lem (ejtsd: Sztányiszuáf Hermán Lem)(kiejtéseⓘ) (Lwów, Lengyelország, 1921. szeptember 12. – Krakkó, 2006. március 27.) lengyel science fiction-író. Könyvei 41 nyelven, több mint 27 millió példányban keltek el. Egykor ő volt az egyik legolvasottabb nem angol nyelven író sci-fi-szerző a világon. Munkáiban gyakran bocsátkozik filozófiai spekulációkba a technológiáról, az intelligencia természetéről, a kétoldalú kommunikáció és a kölcsönös megértés nehézségeiről vagy az emberi korlátokról és az emberiség világegyetemben elfoglalt helyéről. Témáit néha fikcióként mutatja be, elkerülve ezzel mind a tudományos élet buktatóit, mind a tudományos stílus korlátait, máskor azonban az esszé vagy filozófiai könyv műfaját választotta.
Hangsúlyozottan ateista volt.

## Életrajza
Lvovban született egy tehetős fül-orr-gégész orvos fiaként. 1941–1942 között a Lvovi Egyetemen tanult orvostudományt, de a második világháború miatt a tanulmányait nem fejezhette be. Lvov német megszállása alatt autószerelőként és hegesztőként dolgozott, és tagja volt a lengyel ellenállásnak is. 1946-ban a Szovjetunió által elcsatolt területről a repatriálási program keretében a családjával áttelepült Krakkóba, és ott a Jagelló Egyetemen folytatta az orvosi tanulmányait, azonban az egyetem befejezésekor úgy döntött: minden tanulmányi kötelezettségét teljesíti (abszolutóriumot kapott), de nem teszi le a végső vizsgáit azért, hogy ne kelljen katonai orvosként dolgoznia. 1947-től kutatósegédként dolgozott egy tudományos intézetben, és szabadidejében történeteket írt.

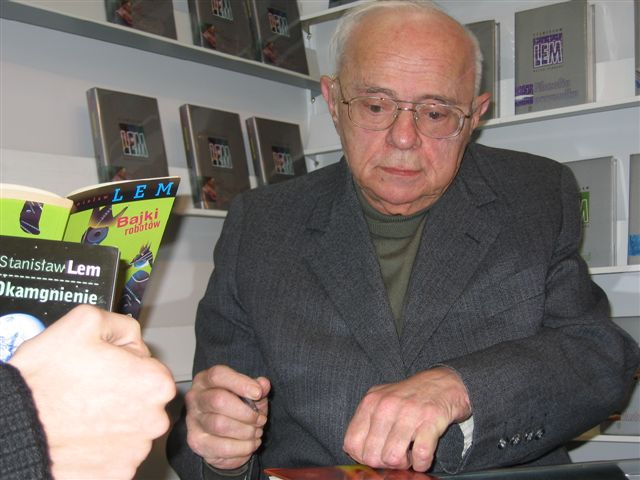
Stanisław Lem, Krakkó, 2005. október 30.

1951-ben jelent meg első kötete, az Asztronauták. 1953-ban feleségül vette Barbara Leśniak radiológust; 1968-ban fiuk született. 1970-ben a lengyel kultúra külföldi népszerűsítéséért a külügyminiszter kitüntette. 1972-ben a Lengyel Tudományos Akadémia tagja lett. 1973-ban irodalmi kitüntetést kapott a kulturális minisztériumtól.
Lem 1973-ban nyerte el az Amerikai Science Fiction és Fantasy Írók Szövetségének (SFWA) tiszteletbeli tagságát, de azt 1976-ban visszavonták, miután megjegyzéseket tett az amerikai sci-fi ponyvairodalmi minőségére: „…bóvli, átgondolatlan, igénytelenül megírt művek, amelyek szerzőit jobban érdekli a pénzkeresés, mint az ötletek és új irodalmi formák.” Az SFWA felajánlott neki egy hagyományos tagságot, ő azonban nem fogadta el.
1977-ben Krakkó díszpolgárává választották. 1981-ben tiszteletbeli doktorrá avatta a Wrocławi Műszaki Egyetem, később az Opolei Egyetem, a Lvovi Egyetem és végül maga a Krakkói Jagelló Egyetem is. 1982-ben, röviddel a Jaruzelski tábornok által bevezetett hadiállapot kihirdetése után Lem Nyugat-Berlinbe emigrált. 1983-tól kezdve Bécsben élt, és csak 1988-ban tért vissza hazájába. Irodalmi alkotó munkáját az emigrációban is folytatta.

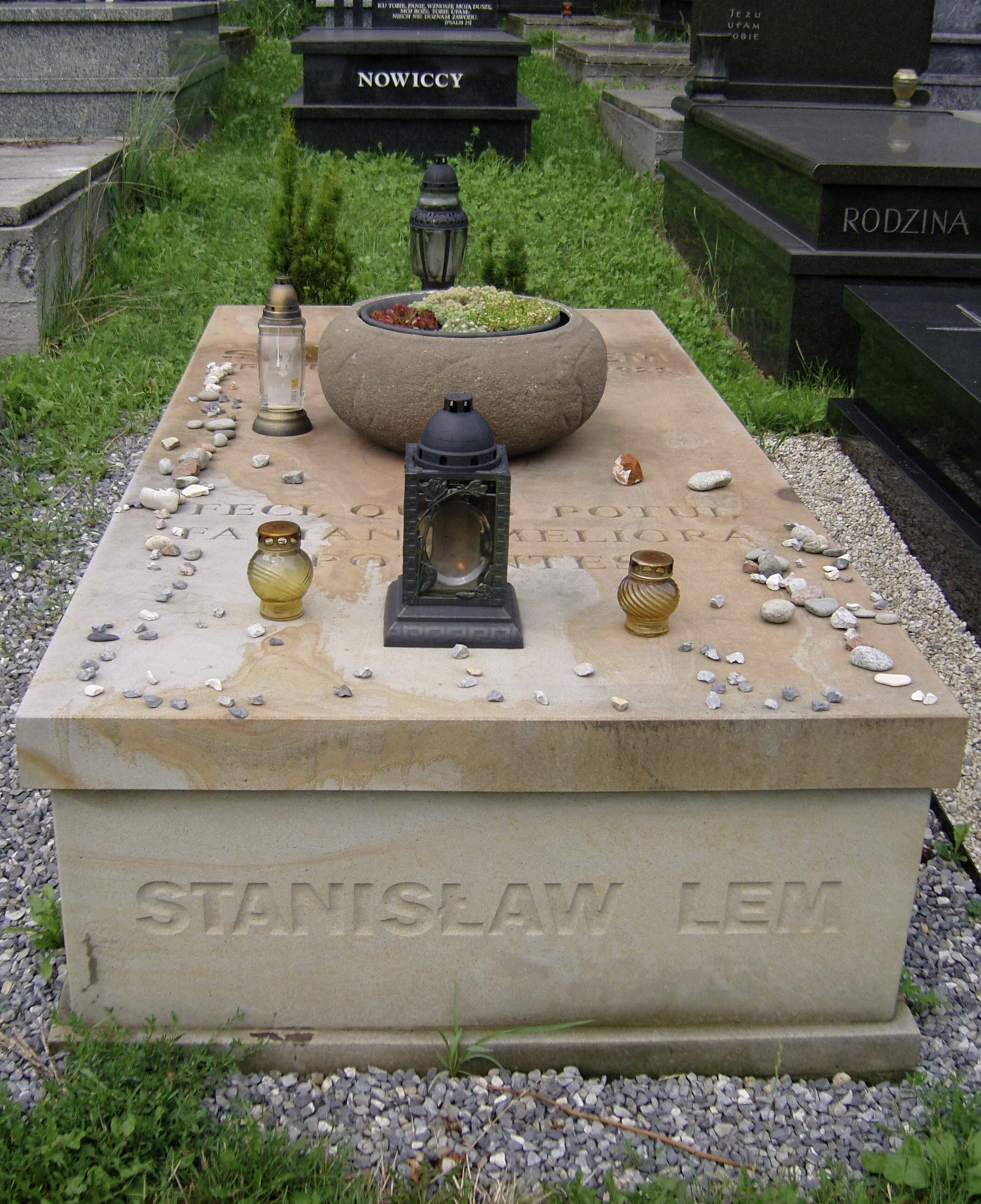
Stanisław Lem sírja

Lem életének 85. évében egy krakkói klinikán halt meg, szívbetegségben.

## Témái
Lem elsődleges témája a megvalósíthatatlan kommunikáció az emberiség és az idegen civilizációk között. Az ő idegen társadalmai gyakran összeegyeztethetetlenek az emberi elmével, lásd A Legyőzhetetlen mechanikus legyeit vagy a Solaris plazmaóceánját. Számos könyve, mint A Kudarc vagy az Éden az első kapcsolat sikertelenségét mutatják be. A Visszatérés című művében egy űrhajós útját követi, aki visszatér egy jelentősen átalakult emberi társadalomba 100 évnyi űrben töltött idő után. Az Úr hangjában kritikusan ítéli meg az emberi intelligenciát, és kétségbe vonja, hogy egyáltalán valóban megértenénk-e egy üzenetet az űrből.
A Non serviam novellájában arról ír, hogy a számítógépnyelvek egymásközt kommunikálnak, s ezzel először említ meg önmagától kialakuló mesterséges intelligenciát az irodalomtörténetben.
Írt a technológiai fejlődésről és az emberi létezés problémájáról egy olyan világban, ahol a technikai fejlődés a biológiai embert értéktelenné teszi (ezen témáját Aldous Huxley vetette fel Szép új világ című művében). Idősebb korában rendkívül kritikussá vált a modern technológiákkal szemben, kritizálta az újabb találmányokat, mint például az internetet.
Számos novellájában, az emberek érzelmi labilitásba kerülnek gépi partnerükkel, akik ugyancsak tökéletlenek. A technológiai utópia témája több művében is megjelenik: Béke a Földön, Helyszíni szemle és a Kiberiáda.
A legsötétebb emberi szituációkban is megcsillantja humorát (például A Futurológiai Kongresszus és a A fürdőkádban talált kézirat című műveiben). Ebből a szempontból többször is Kurt Vonneguthoz hasonlítják. Számos története szól Ijon Tichyről, egy naiv kozmikus utazóról, aki egyszemélyes űrhajójával olyan kalandokba kerül, melyekben az időutazás, a lélek természete, a univerzum eredete elfogadottak és mindezt szatirikus, ironikus, de logikailag tagadhatatlan formában mutatja be.
Futurológiai tudományosságát a "Summa" mellett jelzi még a "Tudományos fantasztikus irodalom és futurológia" című műve is.

## Hatások
Lem a legsikeresebb lengyel szerző, műveit 36 nyelvre fordították le és több mint 20 millió példányban jelentették meg. Ennek ellenére kereskedelmi sikere korlátozott volt, mivel a műveinek nagy része Lengyelország kommunista korszakában jelent meg a keleti tömb országaiban (főleg Lengyelország, Szovjetunió és NDK). A kommunista gazdaság miatt a jövedelme az eladott példányszám ellenére kevés volt. Egyedül Nyugat-Németországban párosult a kritikusok általi és az anyagi elismerés, noha az utóbbi években az érdeklődés a könyvei iránt csökkent. Műveinek többségét lefordították angol nyelvre, ami kivételes a nem angol nyelvű sci-fi-írók esetében. Az angol nyelvű kiadások sikere leginkább Michael Kandel érdeme. 
Stanisław Lem, akinek a műveit lengyel irodalom olyan mesterei befolyásolták, mint Cyprian Kamil Norwid és Stanisław Ignacy Witkiewicz, azért választotta a sci-fi nyelvét, mert könnyebb és veszélytelenebb volt a kommunista Lengyel Népköztársaságban a fantázia és a fikció világában kifejezni egyes eszméket, mint a realitás világában. Ennek ellenére, vagy talán éppen ezért az egyik legtöbbet idézett sci-fi-szerzővé vált, akit a kritikusok H. G. Wellsszel és Olaf Stapledonnal tekintenek egyenértékűnek  Archiválva 2008. július 24-i dátummal a Wayback Machine-ben.
Lem művei nem csak az irodalomra gyakoroltak hatást, hanem a tudomány területére is. 1981-ben Douglas R. Hofstadter és Daniel C. Dennett filozófusok három részletet válogattak be Lem műveiből a The Mind's I című, jegyzetekkel ellátott antológiájukba. Hofstadter szerint Lem „irodalmi és intuitív megközelítése (…) jobban meggyőzi az olvasót nézeteiről, mint bármely (…) tudományos cikk.” Műveit az egyetemi hallgatók tankönyvként használják. 1982-ben Esa-Pekka Salonen finn zeneszerző és karmester Floof címmel szoprán hangra és zenekarra írt művet Lem szövegei alapján.

## Művei

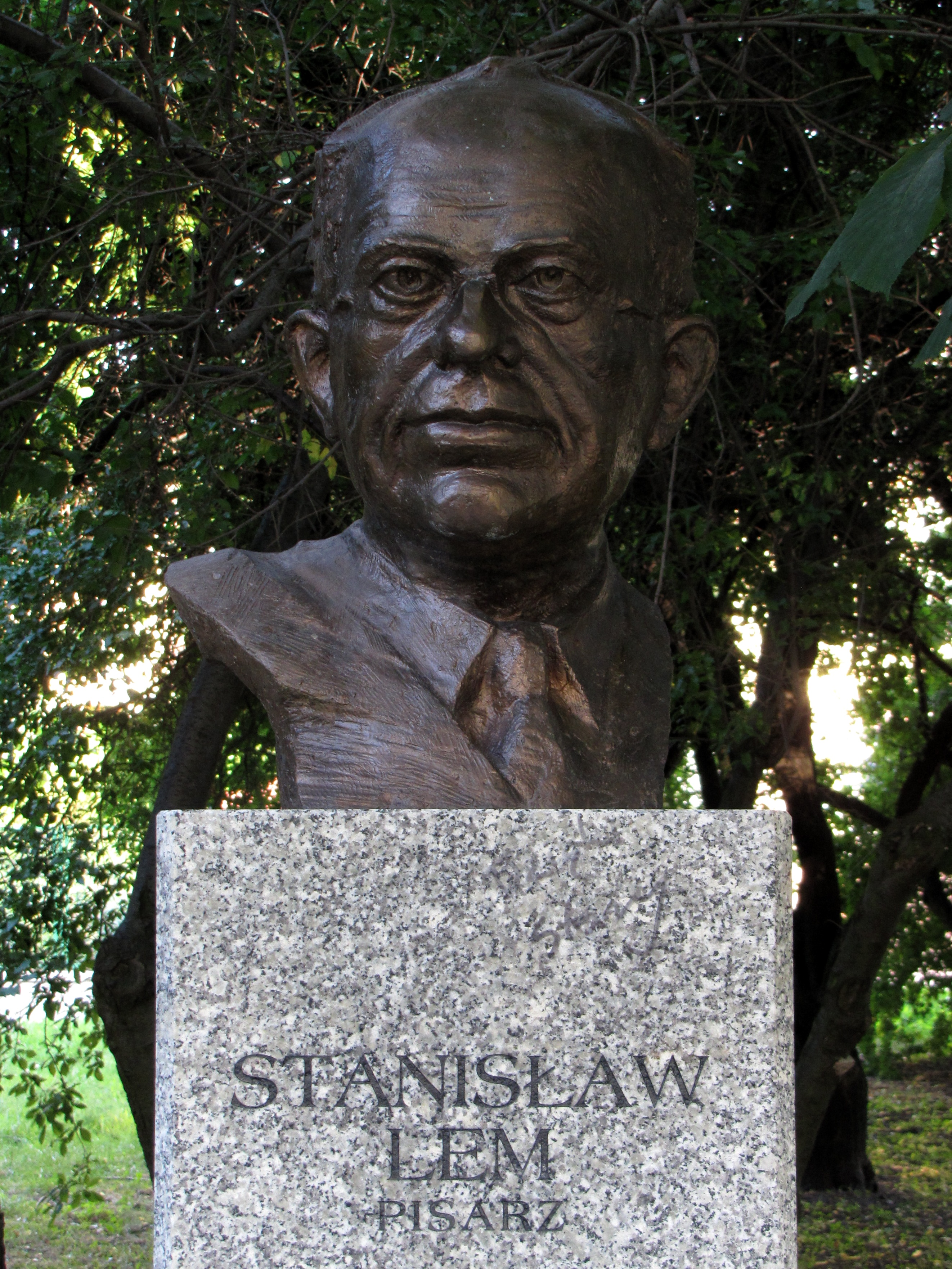
Stanisław Lem mellszobra Kielcében a Hírességek sétányán

Lem leggyakoribb témái az emberek és a tőlük jelentősen eltérő idegen fajok közötti kapcsolat, az emberiség technológiai jövője, valamint az ember helye a jövő társadalmában. Az utóbbi téma természetes módon vezet az ideális és utópisztikus társadalmak képéhez és az emberi létezés problémájához egy olyan világban, ahol a fejlett technológia miatt nincsenek kihívások. Az általa alkotott idegen közösségek között találunk mindenfélét, a mechanikus légyrajoktól (A Legyőzhetetlen) kezdve az értelmes Óceánig (Solaris). A technológiai utópiák problémái sok művében jelentkeznek (Béke a Földön; Helyszíni szemle), még a Kiberiádában is, ami átmenet a mesék és a technológia csapdáinak szituációs gyakorlatai között. Írásaira jellemző az intelligens humor, szójátékok, szóviccek és egyéb nyelvi és irodalmi lelemények.
- Człowiek z Marsa (1946)
- Szpital przemienienia (1948)
- Asztronauták (Astronauci, 1951)
- Magellán-felhő (Obłok Magellana, 1955)
- Sezam (1955)
- Czas nieutracony (1955)
- Dialogi (1957)
- Csillagnapló (Dzienniki gwiazdowe, 1957) – magyarul először A világűr csavargója címmel jelent meg
- Inwazja z Aldebarana (1959)
- Śledztwo (1959)
- Éden (Eden, 1959)
- Visszatérés (Powrót z gwiazd, 1961)
- Solaris (Solaris, 1961)
- A fürdőkádban talált kézirat (Pamiętnik znaleziony w wannie, 1961)
- Summa Technologiae (Summa Technologiae, 1964)
- A Legyőzhetetlen (Niezwyciężony, 1964)
- Kiberiáda (Cyberiada, 1967)
- Az Úr hangja (Głos Pana, 1968)
- Tudományos-fantasztikus irodalom és futurológia (Fantastyka i futurologia, 1970)
- Ijon Tichy emlékirataiból; A Futurológiai Kongresszus (Ze wspomnień Ijona Tichego; Kongres futurologiczny, 1971)
- Pirx pilóta kalandjai (Opowieści o pilocie Pirxie, 1968)
- Képzelt nagyság (Wielkość urojona, 1973)
- Rozprawy i szkice (1974)
- Felsővár (Wysoki zamek, 1975)
- Szénanátha (Katar, 1975)
- Helyszíni szemle (Wizja lokalna, 1982)
- Doskonała próżnia (1983)
- A kudarc (Fiasko, 1986)
- Béke a Földön (Pokój na Ziemi, 1987)
- Lymphater utolsó képlete (1966)
- Álmatlanság (1974, ISBN 963-07-0066-2)
  - A Futurológiai Kongresszus
  - Non serviam
  - Ananké
  - Létezik-e Mr. Jones?
  - A Léboló
- Szénanátha (1980, ISBN 963-07-2228-3)
  - Szénanátha
  - A maszk
  - Százharminchét másodperc
  - Donda professzor – Ijon Tichy emlékirataiból
- Az emberiség egy perce (1988, ISBN 963-07-4813-4)
- Szempillantás – Az emberi civilizáció perspektívái (Okamgnienie, 2000; ford. Körner Gábor, Typotex Kiadó 2002, ISBN 978-963-9326-64-4)
- DiLEMmák – Írások a 21. századból (DiLEMmaty, 2003; ford. Keresztes Gáspár, Typotex Kiadó 2005, ISBN 978-963-9548-45-9)
- Sex Wars – Utolsó válogatás (2006; ford. Mihályi Zsuzsa, Typotex Kiadó 2007, ISBN 978-963-9664-71-5)
- Amit a robotok mesélnek

## Magyarul

### 1989-ig
- Asztronauták. Fantasztikus-tudományos regény; ford. Mészáros István, ill. Toncz Tibor; Ifjúsági, Bukarest, 1957
- A világűr csavargója; ford. Mach P. Edward, Európa, Bp., 1960
  - (Csillagnapló címen is)
- Magellán-felhő. Fantasztikus regény; ford. Mészáros István, ill. Csergezán Pál; Móra, Bp., 1961
- Visszatérés; ford. Mach Edward; Európa, Bp., 1964
- Lymphater utolsó képlete. Elbeszélések; ford. Mach Edward, ill. Takács Zoltán; Franklin Ny., Bp., 1966 (Kozmosz könyvek)
- A "Legyőzhetetlen". Fantasztikus regény; ford. Szabó Győző, ill. Hegedüs István; Zrínyi Ny., Bp., 1967 (Kozmosz könyvek)
- Solaris. Fantasztikus regény; ford. Murányi Beatrix; Európa, Bp., 1968
- Pirx pilóta kalandjai; ford. Edward Mach, Murányi Beatrix; Európa, Bp., 1970
- Kiberiáda; ford. Murányi Beatrix; Európa, Bp., 1971 (Európa zsebkönyvek)
- Summa technologiae. Tudomány, civilizáció, jövő; ford. Radó György; Kossuth, Bp., 1972 (Univerzum könyvtár)
- Éden. Tudományos fantasztikus regény; ford., életrajz Murányi Beatrix, utószó Kuczka Péter; Egyetemi Ny., Bp., 1973 (Kozmosz fantasztikus könyvek)
- Tudományos-fantasztikus irodalom és futurológia; ford. Fejér Irén, Murányi Beatrix; Gondolat, Bp., 1974
- Álmatlanság; ford. Murányi Beatrix; Európa, Bp., 1974 (Európa zsebkönyvek)
- Az Úr hangja. Tudományos fantasztikus regény; ford. Murányi Beatrix, tan. Kuczka Péter; Kozmosz Könyvek, Bp., 1980 (Kozmosz fantasztikus könyvek)
- Szénanátha; ford. Murányi Beatrix; Európa, Bp., 1980 (Fekete könyvek)
- Stanisław Lem regényei és elbeszélései; összeáll., szerk. Kuczka Péter, ford. Szabó Győző, Murányi Beatrix, Mach P. Edward, Mészáros István; Kozmosz Könyvek, Bp., 1983 (Metagalaktika, 5.)
- Az emberiség egy perce; ford. Révai Gábor; Európa, Bp., 1988 (Mérleg)

### 1990-től
- Béke a földön. Regény; ford. Murányi Beatrix; Európa, Bp., 1991
- A legyőzhetetlen; ford. Szabó Győző; Sierra, Bp., 1992 (Világsiker)
- A kudarc; ford. Murányi Beatrix; Magyar Könyvklub, Bp., 1995
- Csillagnapló; ford. Murányi Beatrix, Magyar Könyvklub, Bp., 1996
  - (A világűr csavargója címen is)
- Képzelt nagyság; ford. Hermann Péter, utószó Tillmann József A.; Poligráf, Bp., 1998
- Szempillantás. Az emberi civilizáció perspektívái; ford. Körner Gábor; Typotex, Bp., 2002
- Béke a földön; ford. Nemere István; N&N, Bp., 2003 (Möbius)
- DiLEMmák. Írások a 21. századból; ford. Keresztes Gáspár; Typotex, Bp., 2005
- Stanisław Lem teljes science-fiction univerzuma, 1-4.; ford. Murányi Beatrix, Szabó Győző; Szukits, Szeged, 2005–2008  
  - 1. Éden / Solaris / Visszatérés / A legyőzhetetlen / Az Úr hangja; 2005
  - 2. Pirx pilóta kalandjai / A kudarc / Kiberiáda / Amit a robotok mesélnek; 2006
  - 3. Csillagnapló / Helyszíni szemle / Béke a földön / Rakottas; 2008
  - 4. Krisztus színeváltozása kórház / Felsővár / A nyomozás / Szénanátha / A rejtély / A fürdőkádban talált kézirat; 2009
- DiLEMmák. Írások a 21. századból; ford. Keresztes Gáspár; 2. jav. kiad.; Typotex, Bp., 2006
- Sex wars. Utolsó válogatás; ford. Mihályi Zsuzsa; Typotex, Bp., 2007

## Film- és TV-adaptációk
Lem hírhedt volt arról, hogy élesen kritizálta a művei alapján készült filmeket. Andrej Tarkovszkij 1972-es Solaris feldolgozását űrbeli Bűn és bűnhődésnek nevezte.
- Der Schweigende Stern (First Spaceship on Venus, 1959)
- Przekładaniec (Layer Cake/Roly Poly, 1968, Andrzej Wajda rendezésében)
- Ikarie XB1 (más néven White Planet vagy Voyage to the End of the Universe, Csehszlovákia, 1963) – Obłok Magellana alapján
- Solaris (tévéfilm, 1968, Borisz Nirenburg és Lidia Isimbajeva rendezésében)
- Solaris (1972, Andrej Tarkovszkij rendezésében)
- Pirx pilóta kalandjai I-V. rész (1972, Rajnai András rendezésében)
- Un si joli village (1973, Étienne Périer rendezésében)
- Test pilota Pirxa vagy Дознание пилота Пиркса (The Investigation, szovjet-lengyel produkció, 1978, Marek Piestrak rendezésében)
- Szpital Przemienienia (Hospital of the Transfiguration, 1979, Edward Żebrowski rendezésében)
- Victim of the Brain (1988, Piet Hoenderdos rendezésében)
- Marianengraben (1994, Achim Bornhak rendezésében, Lem és Mathias Dinter írása alapján)
- Solaris (2002, Steven Soderbergh rendezésében)
- Ijon Tichy: Raumpilot. Die Sterntagebücher (2007), a német ZDF minisorozata Lem Csillagnaplója alapján
- Az emberiség egy perce (2009, Pater Sparrow rendezésében)

## Ajánlott irodalom
- Tomasz Lem: Földközeli kalandok; ford. Jakab Valéria; Typotex, Bp., 2010 ISBN 978-963-279-296-5

### Magyar nyelvű oldalak
- Ezredvégi beszélgetés Stanisław Lemmel (Tillmann J.A.)
- Tillmann J. A.: Lem/GOLEM

### Angol nyelvű oldalak
- A hivatalos oldal, melyet Lem fia és titkárnője tart fent
- Krzsztof Gierałtowski képei Lemről Archiválva 2006. május 27-i dátummal a Wayback Machine-ben
- A "Wired" magazin Lemről és a Solaris-ról
- Lem a "The Modern Word"-nél
- Stanisław Lem interview
- Életrajz
- Életrajz a poland.gov.pl-en Archiválva 2009. május 12-i dátummal a Wayback Machine-ben
- Életrajz a culture.pl-en
- Az SFWA hivatalos nyilatkozata a Lem ellentétről
- Science Fiction, mint a lehetséges világok modellje: Stanislaw Lem fantasztikus empirizmusa, Dagmar Barnouw, Science Fiction Studies
- Stanislaw Lem Archiválva 2012. február 26-i dátummal a Wayback Machine-ben, Jeet Heer, Boston Globe Ideas, 2004. december 15.
- Élet Lem után Archiválva 2006. május 25-i dátummal a Wayback Machine-ben, Warsaw Voice (Varsó Hangja), 2006. április 5.
- A Solaris, és ami mögötte van, Philosopher's Zone; Australian Broadcasting Corporation tanulmánya Lem műveinek mp3-as formátumáról.